# Cap-aux-Corbeaux
Ne doit pas être confondu avec Cap Corbeau.
Cap-aux-Corbeaux est un hameau et un cap rocheux naturel de la partie Est de la municipalité de Baie-Saint-Paul, dans la municipalité régionale de comté (MRC) de Charlevoix, dans la région administrative de la Capitale-Nationale, au Québec, au Canada.

## Géographie
Cap rocheux
Le cap aux Corbeaux est situé à l'extrémité orientale de l'entrée de la baie Saint-Paul, sur le fleuve Saint-Laurent, tandis que le "cap de la Baie" (surplombant l'anse Verte) est du côté ouest de la baie Saint-Paul et le "cap à Labranche" est à l'extrême ouest de l'île aux Coudres. Ces trois caps se font face, servant de repères maritimes pour la navigation. Haut de plus de 335 m, le promontoire de cap aux Corbeaux offre une vue panoramique exceptionnelle sur la baie Saint-Paul et sur le fleuve Saint-Laurent.
Plusieurs hauteurs surplombent la baie Saint-Paul et la vallée de la rivière du Gouffre : cap aux Corbeaux, cap aux Rets, montagne de l'Hospice et cap de la Baie.
Hameau
Jadis, le hameau Cap-aux-Corbeaux était sous l'égide de la municipalité charlevoisienne de Rivière-du-Gouffre. Aujourd'hui, ce hameau est un secteur de la ville de Baie-Saint-Paul. Le hameau Cap-aux-Corbeaux s'étire sur environ 2,5 km au-dessus du long cap surplombant le fleuve. La route 362 (soit le rang Saint-Pierre) passe à Cap-aux-Corbeaux, et longe le fleuve en reliant les villes de La Malbaie et de Baie-Saint-Paul. Le chemin de fer reliant la ville de Québec et La Malbaie longe la rive nord du fleuve Saint-Laurent et passe ainsi au pied du Cap-aux-Corbeaux.
Jadis, la foresterie et l'agriculture étaient les principales vocations économiques du hameau. Aujourd'hui, l'industrie de services aux touristes est prédominante (hébergement, camping, restauration, etc.). Cet essor touristique est favorisé par la proximité de la ville de Baie-Saint-Paul, de Saint-Joseph-de-la-Rive et l'île aux Coudres.

## Toponymie
Les premières références au toponyme "Cap aux Corbeaux" remontent à l'époque des premiers établissements à Baie-Saint-Paul. Ce toponyme figure sur la carte de Chaussegros de Léry intitulée «1739: carte de la Baie St. Paul située à 18 lieux au-dessous de Québec à la côte  nord du fleuve St. Laurent».
Dès le début de la colonisation française en Amérique, plusieurs caps situés le long des côtes de Charlevoix, sur la rive nord du fleuve Saint-Laurent, sont désignés par des noms d'oiseaux notamment: cap aux Corbeaux, cap aux Oies, cap aux Corneilles, Cap-à-l'Aigle (petit) et Gros-Cap-à-l'Aigle. Bien que ces caps soient souvent enveloppés de nuages à cause des conditions maritimes changeantes, ils constituent des refuges pour la faune ailée et des repères naturels pour la navigation. Au besoin, les sommets de ces caps servaient de postes d'observation afin de suivre la circulation maritime sur le fleuve Saint-Laurent, d'observer l'évolution des phénomènes atmosphériques ou même les feux de forêt.
Au XIXe siècle, dans l'imaginaire populaire des habitants et des navigateurs, les caps de Charlevoix étaient parfois associés à des repaires mythiques, voire maléfiques pour certains esprits et dans certains secteurs, d'où l'origine de l'appellation cap au Diable, attribuée à un autre cap situé un peu plus à l'Est, en face de l'île aux Coudres. Jadis, ces caps étaient des obstacles majeurs à la construction de routes carrossables pour relier les diverses paroisses de Charlevoix.
Le toponyme "Cap-aux-Corbeaux" a été officialisé le 25 avril 1972 à la Banque des noms de lieux de la Commission de toponymie du Québec.